# Wilhelm Tönissen
Wilhelm Heinrich Gerhard Tönissen (* 8. April 1881 in Süddorf (Amrum); † 19. Oktober 1929 in Hamburg) war ein deutscher Windjammer-Kapitän der Hamburger Reederei G. J. H. Siemers & Co und Kap Hoornier.

## Herkunft
Wilhelm Tönissen wurde als das dritte von vier Kindern von Christian und Jacobine Tönissen in Süddorf auf der nordfriesischen Insel Amrum geboren. Er war seit 1904 mit Georgine Sophie Simons (1883–1972) verheiratet. Sie hatten fünf Kinder, zwei Söhne, Wilhelm Heinrich Gerhard (1909–1976) und Kurt (1920–1941) sowie drei Töchter.

## Seemännische Laufbahn

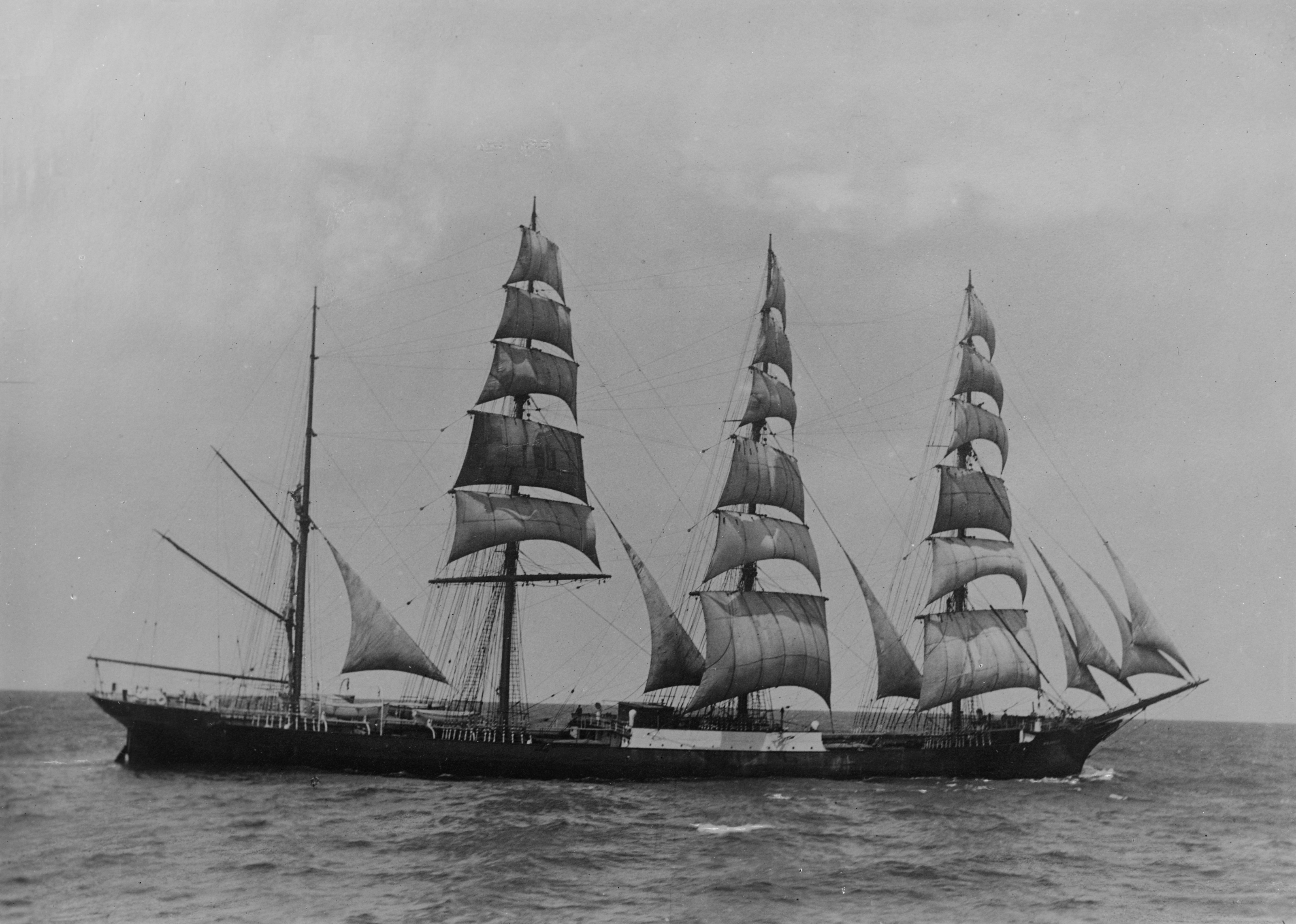
Viermastbark Moshulu (ex Kurt)

Wilhelm Tönissen wurde – wie übrigens vorher viele Jungen auf Amrum – im Februar 1896 in der St.-Clemens-Kirche vorzeitig konfirmiert, damit er rechtzeitig mit dem Amrumer Kapitän Carl Victor Jessen auf der Laeisz-Bark Pirat (RGNV) seine Seemannslaufbahn beginnen konnte. Die Reise ging zu einem Salpeterhafen an der chilenischen Pazifikküste, wobei auf Hin- und Rückreise das berüchtigte Kap Hoorn umrundet werden musste. Die zweite Reise erfolgte auf dem Flying P-Liner der Laeisz-Reederei, der Viermast-Bark Placilla (RJLM) unter dem Kapitän Otto Schmidt aus Hamburg. Es schlossen sich weitere Reisen auf der Bark Planet, nach dem Steuermannsexamen 1904 als Dritter, dann Zweiter Offizier auf dem Vollschiff Parnassos an. Nach ein paar Monaten auf dem Dampfer Pellworm besuchte er die Navigationsschule in Flensburg und erwarb dort sein Kapitänspatent. Es folgte noch eine Chile-Reise als Erster Steuermann auf der Laeisz'schen Viermastbark Pisagua (RJPT). 1906 konnte er auf dem Segler der Hamburger Reederei G.J.H. Siemers & Co., der Viermastbark Kurt, anmustern und war schon nach zwei Reisen ihr Kapitän.
Bis 1914 machte die Viermastbark Kurt unter den Kapitänen Christoph Schütt und dem Amrumer Wilhelm Tönissen, der die Bark 1908 mit 27 Jahren übernahm, neun Rundreisen in der Salpeterfahrt nach Chile.
Kurz nach Ausbruch des Ersten Weltkrieges endete mit der 10. Reise Hamburg-Astoria (Oregon) die Laufbahn als schneller Frachtensegler. Sie verblieb in Portland und wurde nach dem Kriegseintritt der USA im April 1917 beschlagnahmt. Die Besatzung war schon in alle Winde zerstreut, nur Kapitän Tönissen wurde bis Kriegsende interniert.
1920 kehrte Kapitän Tönissen auf dem Dampfer Dresden nach Deutschland zurück. Seine vielversprechende Karriere als Segelschiffskapitän wurde durch den Krieg, gesundheitlich durch schwere Angina geschädigt, vorzeitig beendet.

## An Land

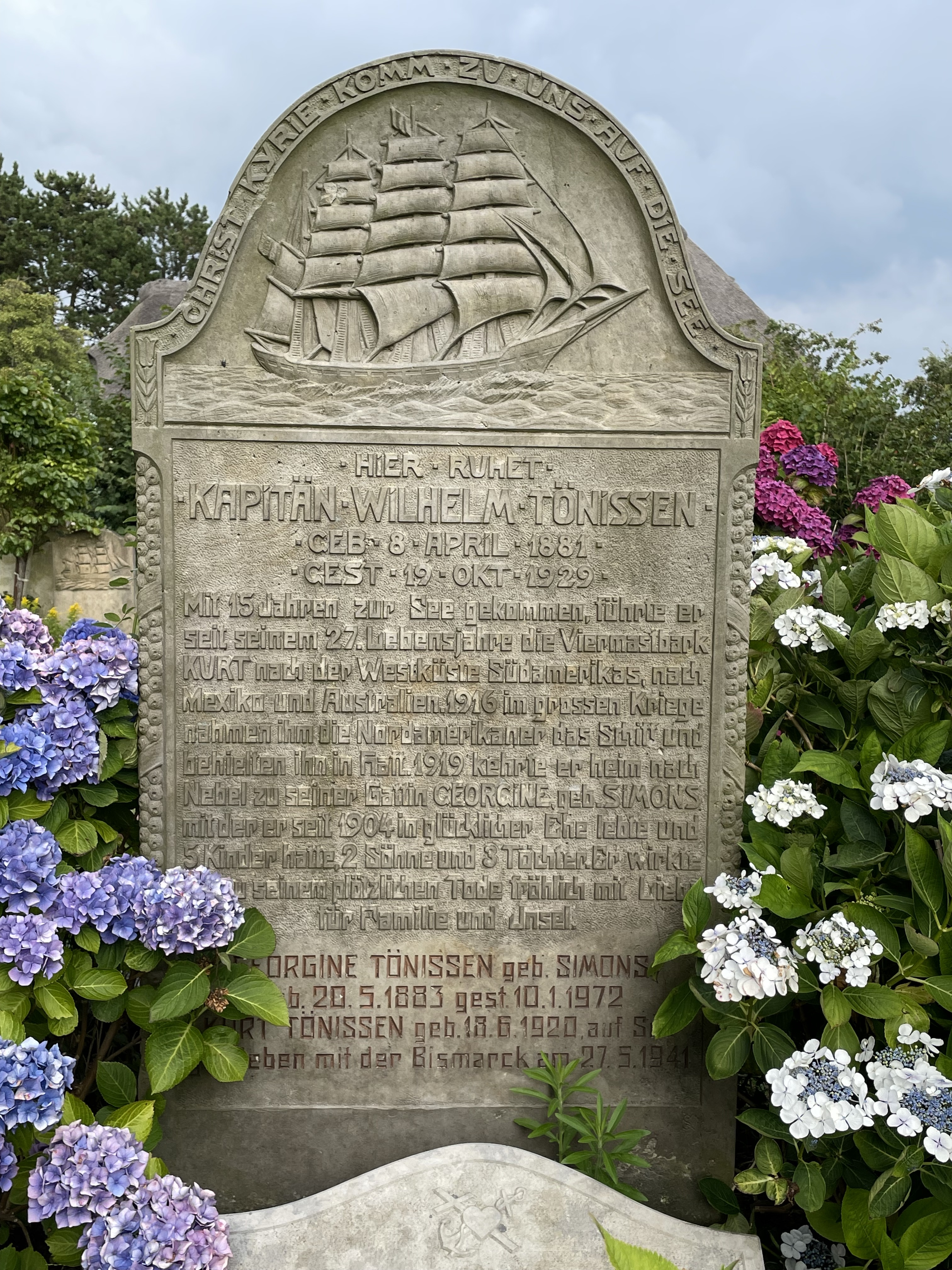
Grabstein von Wilhelm Tönissen auf dem Alten Friedhof Nebel auf Amrum

Er kehrte zurück nach Nebel auf der Insel Amrum zu seiner Familie, Frau und Kindern. Dort wirkte er noch als Vertreter der HAPAG und als Direktor der Amrumer Inselbahn. Im Alter von nur 48 Jahren verstarb er 1929 während einer Dienstreise in Hamburg. Seine Grabstelle ist noch heute auf dem Alten Friedhof Nebel neben vielen anderen Amrumer Seefahrern zu sehen.